# 大山登山マラソン
大山登山マラソン（おおやまとざんマラソン）は、神奈川県伊勢原市で開催される市民マラソンで、陸上の正式種目としての範疇には属さない。ゴールの大山阿夫利神社からは関東一円を眺望出来る。大山登山マラソン大会と表記されることもある。

## 概要
神奈川県の歴史的な古道「大山道」の登りだけの片道コースのレース。伊勢原駅前をスタートし、ゴールは標高680m地点という過酷なマラソンである。2011年と2020・21・22年は中止。

### 特徴
- 大山街道の標高差650mを登りきる片道9kmのコースで、終盤には1610段の石段がある。
- 距離表示や給水、沿道での応援などのサポート体制が万全
- 記録にランナーズチップを採用
- 伊勢原のお土産が会場に一杯
- 参加賞として大会オリジナルバッグ
- 復路のケーブルカー、バスがエントリー・ナンバー・カード提示で無料

## 種目

### 男子
- 29歳以下
- 30歳代
- 40歳代
- 50歳代
- 60歳以上

### 女子
- 39歳以下
- 40歳以上

## アクセス
- 小田急電鉄小田原線・伊勢原駅より徒歩3〜5分